# 蓬特赫尼尔
蓬特赫尼尔，是西班牙安达卢西亚自治区科尔多瓦省的一个市镇。总面积171平方公里，总人口28004人（2001年），人口密度164人/平方公里。